# Ernesto Rossi
Ernesto Rossi (25. srpna 1897 - 9. února 1967) byl italský politik a intelektuál. Byl spoluautorem Manifestu z Ventotene. 

## Život
Narodil se v Casertě v roce 1897. Když mu ještě nebylo devatenáct, přihlásil se jako dobrovolník do války. Po návratu z fronty si vypěstoval nepřátelství proti socialistům, kteří hanobili oběti válečných veteránů a byli odpůrci národně motivovaného idealismu. Obojí dalo vyrůst jeho protiparlamentním názorům a přivedlo ho do podobných myšlenkových schémat, jako počínající fašistické hnutí. V letech 1919 až 1922 se ale seznámil s Gaetanem Salveminim, které jeho názory výrazně ovlivnil a podle jeho vlastních slov "vyčistil od všech vedlejších produktů vášní vyvolaných bestialitou socialistů a lží vládní propagandy".
Kvůli svým pozdějším postojům a aktivitám, jež byli v rozporu s fašistickým režimem byl v polovině listopadu 1939 po více než devíti letech strávených v různých věznicích zařazen do policejní vazby na ostrově Ventotene. Odtud se dochovalo několik stovek dopisů (zveřejněny byly jen desítky) ve kterých se Rossi musel kvůli cenzuře omezit na psaní o svém okolí a osobních podmínkách. I přes hrozbu persekuce z fašistické strany se ale v dopisech snažil vyjádřit své názory o tehdejší politice a společnosti. Z listů také vyplývá, že vnímal svoji situaci ve vyhnanství na Ventotene jako výzvu, které čelil s odhodláním, klidem, ale i humorem, který se odráží jako prvek některých dopisů. 10. července 1943 byl převezen zpět do Regina Coeli (vězení v Římě), kde zůstal až do pádu fašistického režimu. Ze svých dříve idealistických a aktivních postojů postupem času a vlivem událostí přešel na ostřejší, nezávislejší a kritičtější myšlení, díky čemuž si vysloužil náklonnost pozdějších generací. V prosinci 1955 byl jedním ze zakladatelů strany Partito Radicale Italiano.